# USS Sea Devil (SS-400)
USS Sea Devil (SS-400/AGSS-400) là một  tàu ngầm lớp Balao được Hải quân Hoa Kỳ chế tạo trong Chiến tranh Thế giới thứ hai. Nó là chiếc tàu ngầm đầu tiên của Hải quân Hoa Kỳ được đặt cái tên này, theo tên chi cá đuối Manta (Manta birostria). Nó đã phục vụ trong suốt Thế Chiến II, thực hiện được năm chuyến tuần tra, đánh chìm bảy tàu Nhật Bản bao gồm một tàu ngầm với tổng tải trọng 29.519 tấn. Sau khi xung đột chấm dứt nó được xếp lại lớp như một "tàu ngầm phụ trợ" AGSS-400 và tiếp tục phục vụ trong các cuộc Chiến tranh Triều Tiên và Chiến tranh Lạnh cho đến năm 1964. Con tàu cuối cùng bị đánh chìm như một mục tiêu ngoài khơi Nam California vào năm 1964. Sea Devil được tặng thưởng năm Ngôi sao Chiến trận do thành tích phục vụ trong Thế Chiến II.

## Thiết kế và chế tạo
Thiết kế của lớp Balao được cải tiến dựa trên  tàu ngầm lớp Gato dẫn trước, là một kiểu tàu ngầm hạm đội có tốc độ trên mặt nước cao, tầm hoạt động xa và vũ khí mạnh để tháp tùng hạm đội chiến trận. Khác biệt chính so với lớp Gato là ở cấu trúc lườn chịu áp lực bên trong dày hơn, và sử dụng thép có độ đàn hồi cao (HTS: High-Tensile Steel), cho phép lặn sâu hơn đến 400 ft (120 m). Con tàu dài 311 ft 9 in (95,02 m) và có trọng lượng choán nước 1.526 tấn Anh (1.550 t) khi nổi và 2.424 tấn Anh (2.463 t) khi lặn. Chúng trang bị động cơ diesel dẫn động máy phát điện để cung cấp điện năng cho bốn động cơ điện, đạt được công suất 5.400 shp (4.000 kW) khi nổi và 2.740 shp (2.040 kW) khi lặn, cho phép đạt tốc độ tối đa 20,25 hải lý trên giờ (37,50 km/h) và 8,75 hải lý trên giờ (16,21 km/h) tương ứng. Tầm xa hoạt động là 11.000 hải lý (20.000 km) khi đi trên mặt nước ở tốc độ 10 hải lý trên giờ (19 km/h) và có thể hoạt động kéo dài đến 75 ngày.
Tương tự như lớp Gato dẫn trước, lớp Balao được trang bị mười ống phóng ngư lôi 21 in (530 mm), gồm sáu ống trước mũi và bốn ống phía phía đuôi tàu, chúng mang theo tối đa 24 quả ngư lôi. Vũ khí trên boong tàu gồm một hải pháo 4 inch/50 caliber, một khẩu pháo phòng không Bofors 40 mm nòng đơn và một khẩu đội Oerlikon 20 mm nòng đôi, kèm theo hai súng máy .50 caliber. Trên tháp chỉ huy, ngoài hai kính tiềm vọng, nó còn trang bị ăn-ten radar SD phòng không và SJ dò tìm mặt biển. Tiện nghi cho thủy thủ đoàn bao gồm điều hòa không khí, thực phẩm trữ lạnh, máy lọc nước, máy giặt và giường ngủ cho hầu hết mọi người, giúp họ chịu đựng cái nóng nhiệt đới tại Thái Bình Dương cùng những chuyến tuần tra kéo dài đến hai tháng rưỡi.
Sea Devil được đặt lườn tại Xưởng hải quân Portsmouth ở Kittery, Maine vào ngày 18 tháng 11, 1943. Nó được hạ thủy vào ngày 28 tháng 2, 1944, được đỡ đầu bởi bà Sherman K. Kennedy, và được cho nhập biên chế cùng Hải quân Hoa Kỳ vào ngày 24 tháng 5, 1944 dưới quyền chỉ huy của Hạm trưởng, Trung tá Hải quân Ralph Emerson Styles.

## Lịch sử hoạt động

### 1944
Sau khi hoàn tất việc chạy thử máy huấn luyện ngoài khơi vùng biển New England, Sea Devil khởi hành từ Căn cứ Tàu ngầm Hải quân New London vào ngày 11 tháng 7, 1944 để đi sang khu vực Thái Bình Dương ngang qua kênh đào Panama, và đi đến Trân Châu Cảng vào ngày 9 tháng 8. Gia nhập Đội tàu ngầm 281, nó tiếp tục được huấn luyện và chuẩn bị tại vùng biển Hawaii.

#### Chuyến tuần tra thứ nhất
Lên đường vào ngày 3 tháng 9 cho chuyến tuần tra đầu tiên trong chiến tranh, Sea Devil đi đến vị trí cách 500 dặm (800 km) ngoài khơi đảo Honshū vào ngày 15 tháng 9, nó tuần tra dọc tuyến hàng hải nối liền các cảng Yokohama, Kobe và Osaka. Sang ngày hôm sau, nó bắt gặp qua radar một tàu ngầm đối phương lúc 04 giờ 32 phút, và phóng một loạt bốn quả ngư lôi tấn công lúc 05 giờ 45 phút ở khoảng cách 1.800 yd (1.600 m). Hai quả ngư lôi trúng đích đã khiến tàu ngầm vận tải I-364 (1.463 tấn) đắm tại vị trí 250 nmi (460 km) về phía Đông bán đảo Bōsō, tại tọa độ 34°30′B 145°23′Đ / 34,5°B 145,383°Đ. Trong thời gian còn lại của chuyến tuần tra, chiếc tàu ngầm phải chịu đựng thời tiết xấu, và đã tấn công một số mục tiêu nhỏ nhưng không có kết quả. Nó quay về căn cứ Majuro vào giữa tháng 10 và kết thúc chuyến tuần tra.

#### Chuyến tuần tra thứ hai
Lên đường vào ngày 19 tháng 11 cho chuyến tuần tra thứ hai, Sea Devil hướng sang khu vực quần đảo Ryūkyū, và đến cuối tháng 11 đã đi vào biển Hoa Đông và hướng về phía bờ biển Kyūshū. Đến sáng sớm ngày 2 tháng 12, nó phát hiện một đoàn tàu vận tải qua radar, và phóng một loạt bốn quả ngư lôi tấn công lúc 04 giờ 14 phút, nhưng tất cả đều bị trượt. Nó phóng thêm hai quả ngư lôi mười phút sau, đó nhắm vào một tàu lớn ở khoảng cách 600 thước Anh (500 m), cả hai đều trúng đích đã khiến chiếc tàu chở hành khách Hawaii Maru (9.467 tấn) đắm chỉ ba phút sau đó tại vị trí về phía Tây đảo Yakushima, tại tọa độ 30°24′B 128°17′Đ / 30,4°B 128,283°Đ; toàn bộ 1.843 binh lính thuộc Sư đoàn 23 Lục quân cùng với 60 hành khách, 83 pháo thủ và 148 thành viên thủy thủ đoàn trên tàu đều thiệt mạng, bao gồm tay ném bóng chày huyền thoại Sawamura Eiji. Đến 04 giờ 29 phút, Sea Devil phóng tiếp bốn quả ngư lôi phía đuôi tàu nhắm vào một tàu chở khách lớn ở khoảng cách 1.300 thước Anh (1.200 m), khiến chiếc Akikawa Maru (6.859 tấn) đắm tại cùng vị trí trên; 249 binh lính, 7 pháo thủ cùng 18 thủy thủ đã tử trận cùng con tàu. Chiếc tàu ngầm lặn xuống độ sâu để né tránh, khi các tàu hộ tống thả 12 quả mìn sâu tấn công và rà quét khu vực suốt 40 phút sau đó.
Tiếp tục tuần tra dọc các tuyến hàng hải dẫn đến Kyūshū. Vào chiều tối ngày 8 tháng 12, Sea Devil phát hiện qua radar bốn mục tiêu đang chạy zig-zag hướng đến Nagasaki, nên di chuyển hết tốc độ để tiếp cận, và xác định mục tiêu là một thiết giáp hạm hay một tàu sân bay được hai tàu tuần dương hạng nhẹ và bốn tàu khu trục hộ tống. Đến 00 giờ 27 phút ngày 9 tháng 12, nó phóng một loạt bốn quả ngư lôi, và ghi nhận hai tiếng nổ lớn, nhưng không thể xác định kết quả. Tài liệu thu được từ phía Nhật Bản sau chiến tranh cho biết trong đêm đó tàu sân bay Junyō đã trúng hai quả ngư lôi không rõ nguồn gốc, trong khi các tàu ngầm Plaice (SS-390) và Redfish (SS-395) có mặt trong khu vực đã cùng tham gia tấn công. Sea Devil sau đó di chuyển xuống phía Nam để tuần tra ngoài khơi Okinawa, trước khi kết thúc chuyến tuần tra vào ngày 29 tháng 12, và quay trở về Midway và Trân Châu Cảng.

### 1945

#### Chuyến tuần tra thứ ba
Rời Trân Châu Cảng vào ngày 7 tháng 2, 1945, Sea Devil đi đến Saipan thuộc quần đảo Mariana để huấn luyện chiến thuật tấn công phối hợp ("Bầy sói"). Nó lên đường vào ngày 27 tháng 2, để cùng các tàu ngầm Tench (SS-417), Guardfish (SS-217) và Balao (SS-285) tuần tra trong khu vực Hoàng Hải. Nó tách ra vào ngày 3 tháng 3 để tuần tra độc lập trên các tuyến hàng hải giữa Trung Quốc, Mãn Châu và chính quốc Nhật Bản. Trong gầm một tháng nó chỉ bắt gặp những mục tiêu nhỏ không có giá trị.
Vào ngày 2 tháng 4, trong hoàn cảnh sương mù và tầm nhìn kém dưới 1.000 thước Anh (1.000 m), Sea Devil phát hiện qua radar lúc 07 giờ 10 phút một đoàn bốn tàu buôn và ba tàu hộ tống. Đến 09 giờ 15 phút, nó lần lượt phóng bốn loạt với tổng cộng 10 quả ngư lôi nhắm vào ba tàu buôn và một tàu hộ tống, bảy quả đã trúng đích trong vòng ba phút. Chiếc tàu ngầm tách ra xa để nạp lại ngư lôi, rồi đến 10 giờ 00 quay lại tấn công và gây hư hại cho một tàu hộ tống. Sea Devil đã đánh chìm Taijo Maru (6.866 tấn), bảy pháo thủ cùng 39 thủy thủ tử trận; Edogawa Maru (1.972 tấn), toàn bộ 48 thành viên thủy thủ đoàn đều tử trận; và Nisshin Maru (1.179 tấn), chín pháo thủ cùng 39 thủy thủ tử trận; tất cả đều tại tọa độ 34°02′B 124°00′Đ / 34,033°B 124°Đ. Nó cũng gây hư hại cho một tàu buôn thứ tư và ít nhất một trong các tàu hộ tống. Nó vớt được bốn người sống sót nhưng một người đã qua đời ngay sau đó.
Sea Devil tiếp tục tuần tra trong khu vực Hoàng Hải thêm ba ngày trước khi lên đường quay trở về Midway. Tuy nhiên vào ngày hôm sau, nó được lệnh quay lại tuần tra khu vực phía Nam Kyūshū, và đến ngày 8 tháng 4 được lệnh áp sát Okinawa để tìm kiếm bốn phi công Thủy quân Lục chiến từ tàu sân bay Essex (CV-9) bị bắn rơi. Nó tìm được ba người ở vị trí cách 200 mi (320 km) về phía Đông Bắc Okinawa trước nữa đêm ngày 8 tháng 4. Nó quay trở về Saipan vào ngày 13 tháng 4, và kết thúc chuyến tuần tra tại Midway vào ngày 20 tháng 4.

#### Chuyến tuần tra thứ tư
Đi đến Saipan vào ngày 28 tháng 5, Sea Devil khởi hành hai ngày sau đó trong thành phần "Bầy sói" bao gồm các tàu ngầm Ronquil (SS-396) và Paddle (SS-263). Nó đi vào biển Hoa Đông qua eo biển Colnett vào ngày 6 tháng 6, và tiếp tục tiến vào khu vực Hoàng Hải, băng qua các đảo phía Tây Nam bán đảo Triều Tiên để tuần tra giữa bán đảo Sơn Đông và Triều Tiên từ ngày 8 tháng 6. Vào xế trưa ngày 14 tháng 6, một tàu chở hàng có hai tàu hộ tống kèm hai bên bị phát hiện qua kính tiềm vọng. Nó lặn xuống và cơ động vào vị trí tấn công; rồi đến 14 giờ 40 phút đã phóng bốn quả ngư lôi tấn công, với hai quả trúng đích. Tàu chở hàng Wakamiyasan Maru (2.211 tấn) bị đánh chìm tại tọa độ 37°35′B 123°30′Đ / 37,583°B 123,5°Đ; 15 thủy thủ, 18 pháo thủ cùng 109 hành khách đã thiệt mạng cùng con tàu. Các tàu hộ tống đã phản công với mìn sâu, trong đó năm quả rơi khá gần chiếc tàu ngầm, buộc nó phải lặn sâu để lẩn tránh.
Vào sáng ngày 21 tháng 6, Sea Devil tấn công bằng hải pháo ba tàu đánh cá đang từ Sơn Đông đi sang Triều Tiên, đánh chìm một chiếc và bắn cháy một chiếc khác; nó cứu vớt ba người sống sót. Sau đó nó trinh sát hình ảnh đảo Jeju vào ngày 27 tháng 6, rồi chuyển sang nhiệm vụ tìm kiếm và giải cứu hai ngày sau đó. Vào chiều tối ngày 30 tháng 6, nó giải cứu một đội bay thủy phi cơ PBM Mariner, và tiếp theo là một phi công P-47 Thunderbolt Không lực. Chiếc tàu ngầm tiếp tục nhiệm vụ tìm kiếm và giải cứu tại phía Bắc Ryūkyū và phía Nam Kyūshū cho đến ngày 10 tháng 7, khi nó lên đường quay trở về căn cứ tại Guam.

#### Chuyến tuần tra thứ năm
Sau khi được bổ sung hệ thống LORAN (LOng RAnge Navigation: Định vị vô tuyến tầm xa), Sea Devil khởi hành vào ngày 9 tháng 8 cho chuyến tuần tra cuối cùng trong chiến tranh. Nó băng qua quần đảo Ryūkyū ở phía Nam đảo Akusekijima vào ngày 14 tháng 8, chỉ một ngày trước khi Nhật Bản chấp nhận đầu hàng, giúp chấm dứt vĩnh viễn cuộc xung đột. Trong hai tuần tiếp theo, nó tiếp tục tuần tra trong khu vực, tìm kiếm và phá hủy những quả thủy lôi trôi nổi. Nó được lệnh đi đến Guam vào ngày 28 tháng 8, nhưng lại chuyển hướng đi đến vịnh Subic, Philippines, đến nơi vào ngày 3 tháng 9, cùng bảy tàu ngầm khác hình thành nên Hải đội Tàu ngầm 5. Trong những tháng tiếp theo, nó thực hành huấn luyện và hoán chuyển nhân sự cho đến ngày 1 tháng 12, khi nó lên đường quay trở về San Francisco, California để đại tu.

### 1946 – 1948
Hoàn thành công việc trong xưởng tàu, Sea Devil đi đến cảng nhà mới Trân Châu Càng vào ngày 23 tháng 4, 1946. Nó lên đường ba ngày sau đó để đi sang Viễn Đông, đi đến vịnh Subic vào ngày 16 tháng 5, và đến Thanh Đảo, Trung Quốc vào ngày 23 tháng 5. Tại đây nó tham gia huấn luyện chống tàu ngầm cho Lực lượng Đặc nhiệm 71, rồi đi đến Thượng Hải vào ngày 5 tháng 7, nơi nó khởi hành quay trở về Trân Châu Cảng, đến nơi vào ngày 26 tháng 7. Nó tiếp tục hoạt động thường lệ tại vùng biển Hawaii trước khi được đại tu tại Xưởng hải quân Mare Island từ tháng 5 đến tháng 10, 1947.
Sau khi hoàn tất, Sea Devil quay trở lại Trân Châu Cảng, rồi lên đường vào ngày 27 tháng 10 cho một chuyến đi khác sang Viễn Đông. Con tàu tiến hành tuần tra chiến tranh mô phỏng và phục vụ huấn luyện chống tàu ngầm cho các đơn vị khác trước khi quay trở về Trân Châu Cảng vào ngày 8 tháng 1, 1948. Đi đến Xưởng hải quân Mare Island để chuẩn bị ngừng hoạt động, nó được cho xuất biên chế vào ngày 10 tháng 9, 1948 và được đưa về Hạm đội Dự bị Thái Bình Dương tại Mare Island.

### Chiến tranh Triều Tiên
Hai tháng sau khi cuộc Chiến tranh Triều Tiên nổ ra vào tháng 6, 1950, Sea Devil được huy động để phục vụ trở lại, được tái biên chế vào ngày 2 tháng 3, 1951 và gia nhập Đội tàu ngầm 71 trực thuộc Hải đội Tàu ngầm 7. Nó hoạt động tại khu vực Hawaii trong suốt mùa Hè, rồi đến tháng 9 đã đi về vùng bờ Tây để phục vụ huấn luyện chống tàu ngầm cho Không đoàn Hạm đội 4 tại khu vực Puget Sound. Nó quay trở lại Hawaii vào giữa tháng 11, và có đợt đại tu tại Xưởng hải quân Trân Châu Cảng từ tháng 4 đến giữa tháng 6, 1952. Chiếc tàu ngầm lại có một lượt phục vụ tại khu vực Tây Thái Bình Dương từ cuối tháng 9, đi đến Yokosuka, Nhật Bản vào ngày 7 tháng 10, nơi nó phục vụ cùng Lực lượng Đặc nhiệm 96 trong huấn luyện chống tàu ngầm và hỗ trợ cho hoạt động của lực lượng Liên Hiệp Quốc. Nó được phái đi tuần tra vào cuối tháng 1, 1953, rồi quay trở về Yokosuka trước khi lên đường vào ngày 3 tháng 3 để quay trở về Trân Châu Cảng.
Lên đường vào ngày 30 tháng 6, Sea Devil đi đến Puget Sound để một lần nữa phục vụ huấn luyện chống tàu ngầm cho Không đoàn Hạm đội 4, rồi lên đường đi San Francisco vào ngày 20 tháng 8, để chuẩn bị ngừng hoạt động. Con tàu được đưa về thành phần dự bị vào ngày28 tháng 8, rồi được cho xuất biên chế vào ngày 19 tháng 2, 1954.

### 1957 – 1964
Được cho tái biên chế trở lại vào ngày 17 tháng 8, 1957, Sea Devil gia nhập Hải đội Tàu ngầm 5 tại San Diego, California. Nó hoạt động huấn luyện ngoài khơi bờ biển phía Nam California và tại khu vực Puget Sound trước khi có lượt phục vụ cùng Đệ Thất hạm đội tại khu vực Tây Thái Bình Dương từ tháng 11, 1958 đến tháng 4, 1959. Nó được xếp lại lớp như một "tàu ngầm phụ trợ" và mang ký hiệu lườn mới AGSS-400 vào ngày 1 tháng 7, 1960. Chiếc tàu ngầm sau đó chủ yếu hoạt động huấn luyện ngoài khơi vùng bờ Tây, và có hai lượt biệt phái sang hoạt động tại khu vực Tây Thái Bình Dương từ tháng 2 đến tháng 8, 1961 và từ tháng 6 đến tháng 12, 1963.
Sea Devil ngừng hoạt động lần sau cùng vào năm 1964. Nó xuất biên chế vào ngày 17 tháng 2, 1964, rồi rút tên khỏi danh sách Đăng bạ Hải quân vào ngày 1 tháng 4, 1964. Cuối cùng con tàu bị đánh chìm như một mục tiêu ngoài khơi Nam California vào ngày 24 tháng 11, 1964.

## Phần thưởng
Sea Devil được tặng thưởng năm Ngôi sao Chiến trận do thành tích phục vụ trong Thế Chiến II. Nó được ghi công đã đánh chìm bảy tàu Nhật Bản bao gồm một tàu ngầm với tổng tải trọng 29.519 tấn.
|  |             |  |
|  | Silver star |  |

| Dãi băng Hoạt động Tác chiến  |                                                                         |                                      |
| Huân chương Chiến dịch Hoa Kỳ | Huân chương Chiến dịch Châu Á-Thái Bình Dương với 5 Ngôi sao Chiến trận | Huân chương Chiến thắng Thế Chiến II |